# Enemic meu
Enemic meu (títol original: Enemy Mine) és una pel·lícula de ciència-ficció germano-estatunidenca dirigida per Wolfgang Petersen, estrenada l'any 1985. Ha estat doblada al català.

## Argument
Al segle XXI, durant una guerra intersideral entre els Humans i un poble de extraterrestres reptilians, els «Dracs», un pilot de caça terrícola, Davidge, i un Drac, Jeriba «Jerry» Shigan, es destrueixen les seves naus respectives i aterren a la superfície d'un planeta hostil. Forçats a ajudar-se per sobreviure, esdevenen amics i intercanvien mútuament les seves cultures.
El extraterrestre mor portant un nen al món, anomenat Zammis. El pilot terrícola en pren cura en detriment dels prejudicis dels dos pobles. Zammis, curiós, és finalment enganyat pels pirates veïns, que redueixen els Dracs a l'esclavatge. Quan Davidge intenta salvar-ho, és atacat i deixat inconscient amb un cop pels pirates, a continuació deixat per mort. Uns soldats humans el troben i el cuiden. Un cop recuperat, marxa a la recerca de Zammis.

## Repartiment
- Dennis Quaid: Willis Davidge
- Louis Gossett Jr.: Jeriba "Jerry" Shigan
- Brion James: Stubbs
- Richard Marcus: Arnold
- Carolyn McCormick: Morse
- Bumper Robinson: Zammis
- Jim Mapp (Jean-François Laley): El vell Drac
- Lance Kerwin (Jean-François Vlérick): Joey Wooster
- Scott Kraft: Jonathan
- Lou Michaels: Wilson
- Andy Geer: Bates
- Henry Stolow: Cates
- Herb Andress: Hopper
- Danmar: El prudent

## Producció

### Desenvolupament
El 1983, la producció Kings Road Entertainment preveu un pressupost de 17 milions de dòlars per l'adaptació de la novel·la homònima de Barry B. Longyear a la pantalla gran. Havia contractat el director britànic Richard Loncraine que marxa per les localitzacions l'abril de 1984 en les Illes Vestmann a Islàndia i a Budapest a Hongria per les necessitats dels decorats. Després de sis setmanes de rodatge en condicions difícils, ja s'havia gastat la fortuna de 9 milions de dòlars. Descontenta, la producció despatxa el director.

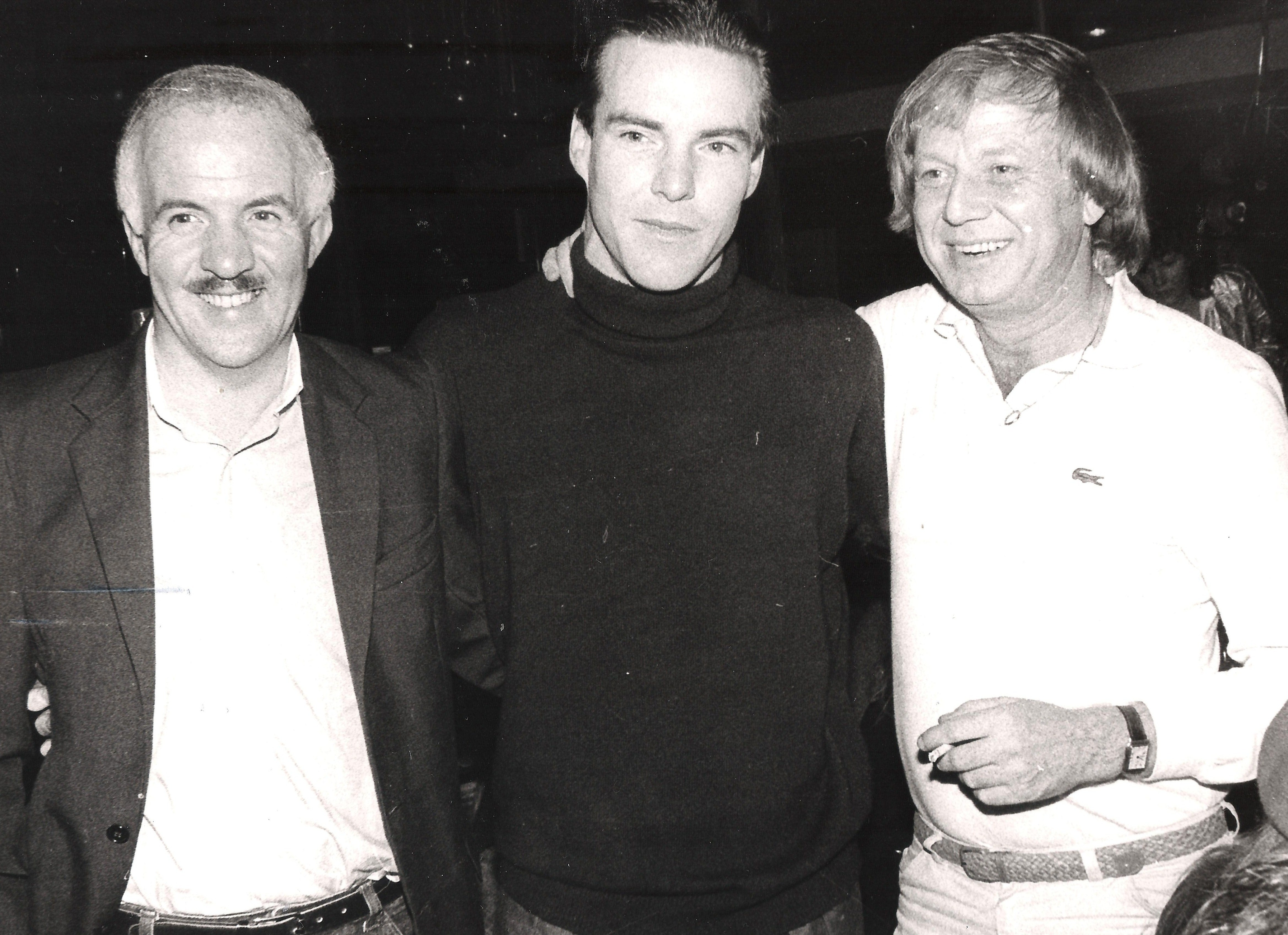
El productor Stanley O'Toole, l'actor Dennis Quaid i el director Wolfgang Petersen en plena producció, el 1984.

Twentieth Century Fox reprèn aquest projecte. Després d'haver considerat Terry Gilliam i David Lynch per dirigir la pel·lícula, la producció mira cap al director alemany Wolfgang Petersen i el contracta el desembre de 1984. El rodatge havia estat interromput fins a aquesta data i els actors Dennis Quaid i Louis Gossett Jr. ja havien cobrat. Pel que fa a aquest últim, el maquillatge i les protesis en latex del reptil humanoide s'havien de refer. El pressupost acaba per arribar als 29 milions de dòlars.

### Rodatge

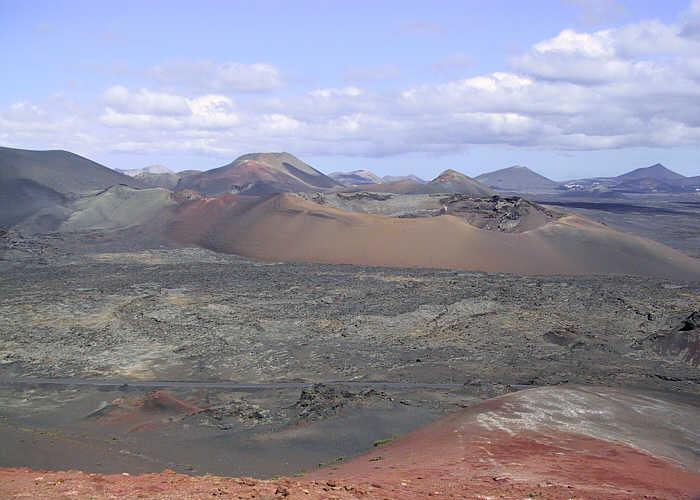
El Parc nacional de Timanfaya

En lloc de Budapest, Hongria, Wolfgang Petersen prefereix Múnic a Alemanya de l'Oest per rodar en els estudis Bavaria Film a Grünwald, Baviera, on havia filmat Das Boot (1981) i La Història sense final (Die Unendliche Geschichte, 1984), així com al poble El Golfo amb la seva famosa llacuna verda i al Parc nacional de Timanfaya a l'illa de Lanzarote en l'arxipèlag de les illes Canàries.
El rodatge va durar set mesos.

### Música
La música és composta i dirigida per Maurici Jarre, amb la Productora orchester a Múnic i el conjunt dels synthétiseurs. La banda original és distribuïda per Varèse Sarabande, el 1985.
1. Fyrine IV (5:03)
2. The Relationship (3:55)
3. The Small Drac (2:45)
4. The Crater (2:15)
5. The Birth of Zammis (6:14)
6. Spring (1:27)
7. The Scavengers (4:48)
8. Davidge's Lineage (3:33)
9. Futbol Game (:44)
10. Before the Drac Holy Council (9:54)

## Premis i nominacions
Premis i nominacions
- Festival internacional de Cinema fantàstic d'Avoriaz 1986
  - Premi de la C.S.T.
  - Antena d'or
- Saturn Award 1986
  - Millor pel·lícula de ciència-ficció
  - Millor actor per Louis Gossett Jr.
  - Millor maquillatge per Chris Walas
- Premi Hugo 1986
  - Premi a la pel·lícula més espectacular